# En Concert (Alizée-album)
Az En concert a francia énekesnő, Alizée első koncertlemeze, melyen a 2003 és 2004 közötti turnéja anyagát rögzítették. A koncertanyagot 2004. október 18-án adta ki CD-n és DVD-n a Polydor Records és a Requiem Publishing. A felvételek különböző arénákban és koncerttermekben készültek, mialatt Alizée turnézott, mint pl. a párizsi Olympia, és egyéb olyan nagyvárosok, ahol az énekesnő még fellépett (Lyon, Strasbourg, Montpellier). A DVD a teljes koncertanyagot és különböző extrákat tartalmaz, míg a CD csak tizenhat dalt.

## Háttér
2003-ban megjelent Alizée második stúdióalbuma, a Mes courants électriques, mely sikeres volt Franciaországban és Ázsiában is. Miután Alizée visszatért Japánból, ahol szintén népszerűsítette albumát, bejelentette, hogy hamarosan turnézni indul. A turné promóját hivatott elősegíteni a J'ai pas vingt ans klipje is, valamint egy rövid reklám, amit az M6-on vetítettek le és Alizée addigi klipjeinek részleteit tartalmazta és a turnédátumokat.
A turné érintette Franciaországot, Belgiumot és Svájcot is.
A DVD-n megtalálható volt az összes dal, amit Alizée az élő koncertek keretein belül előadott, ám a CD-ről két dal lemaradt, köztük egyik slágere, a J'ai pas vingt ans is, mely sok rajongóból nemtetszést váltott ki.
Alizée korábbi stúdióalbumai nem várt sikereket értek el Mexikóban, így Alizée korábbi kiadója úgy döntött, 2007-ben újra kiadja a koncertanyagot egy CD+DVD pakkban. Hónapokig a Top 100-as listában maradt, hatalmas siker lett. 2007. május 28-án a nemzetközi lista a negyedik helyén állt, és nyolcadik volt a többi jelentősebb albumlistán. Az En concert elérte az aranylemez státuszt, miután Mexikóban több mint 50.000 példány kelt el belőle.

## Promóció és kislemezek
A turné után, 2004 elején Alizée mindössze néhány TV-szereplést vállalt el, aztán hónapokig semmilyen információ nem jelent meg az énekesnőről. 
2004 augusztusában röppent fel a hír, miszerint kiadnak majd egy újabb kislemezt, hogy promotálják az ősszel megjelenő live albumot. Ez eredetileg a "C'est trop tard" dal lett volna, de végül az "Amélie m'a dit" című dalra esett a választás, mely az Amélie csodálatos élete című filmhez kapcsolódik.
Augusztus végén az FNAC bejelentette, hogy a CD-t 19,36 €-ért, a DVD-t  pedig 28,05 €-ért lehet majd megvásárolni és tartalmazni fogja az "Amélie m'a dit" - live klipjét, bónuszként. 
Ugyanakkor ezzel világossá vált, hogy az emlegetett új kislemez az "Amélie m'a dit" lesz és bejelentették a koncertlemez és DVD megjelenési dátumát is: 2004. október 18. A dal live verzióját szeptember-október környékén elküldték a rádióknak. A klip szintén a live verzióhoz készült, s a turné alatt készült koncertfelvételek szerepeltek benne.
A promóció kedvéért október 4-én a Polydor gyűjtői kiadásként egy papírtokban újra kiadta Alizée első két albumát (Gourmandises & Mes courants électriques)

## Kiadások

### Nemzetközi DVD
A DVD és a CD egyazon névvel jelentek meg.
- Rendező: Pierre Stine
- Dalszöveg: Mylène Farmer
- Zene: Laurent Boutonnat, Loïc Pontieux (csak az "Intralizée"-ben)
- Kiadó: Requiem Publishing

Fejezetlista
1. "Intralizée"
2. "L'Alizé"
3. "Hey! Amigo!"
4. "Toc de mac"
5. "J'en ai marre!"
6. "Lui ou toi"
7. "Gourmandises"
8. "L'e-mail a des ailes"
9. "Mon maquis"
10. "J.B.G."
11. "Moi… Lolita"
12. "Amélie m'a dit"
13. "Parler tout bas"
14. "C'est trop tard"
15. "Youpidou"
16. "Tempête"
17. "À contre-courant"
18. "J'ai pas vingt ans"
19. "Générique de fin"

Bónusz
- Az "Amélie m'a dit" (live) klipje
- Próbák
- Alizée Japánban
- A "L'Alizé" klip forgatása
- A "J'en ai marre!" klip forgatása
- "Alizée en concert" reklámok

### CD
- Dalszöveg: Mylène Farmer
- Zene: Laurent Boutonnat & Loïc Pontieux
- Kiadó: Requiem Publishing

A CD-n szereplő dalok listája
1. "Intralizée" – 1:48
2. "L'Alizé" – 4:40
3. "Hey! Amigo!" – 3:53
4. "Toc de mac" – 4:28
5. "J'en ai marre!" – 5:44
6. "Lui ou toi" – 4:18
7. "Gourmandises" – 4:23
8. "Mon maquis" – 4:52
9. "J.B.G." – 3:28
10. "Moi… Lolita" – 5:50
11. "Amélie m'a dit" – 3:51
12. "Parler tout bas" – 5:19
13. "C'est trop tard" – 4:21
14. "Youpidou" – 4:15
15. "Tempête" – 4:42
16. "À contre-courant" – 7:27

## Minősítések
A DVD eladási számai
| Country       | Listák | Minősítés | Elkelt példányszám |
| ------------- | ------ | --------- | ------------------ |
| Franciaország | 1      | Arany     | 60,000+            |

A CD eladási számai
| Country       | Listák | Minősítés | Eladott példányszám |
| ------------- | ------ | --------- | ------------------- |
| Mexikó        | 8      | Arany     | 50,000+             |
| Franciaország | 24     | -         | 10,000+             |